# Прапоче
Прапоче (хорв. Prapoće) — населений пункт у Хорватії, в Істрійській жупанії у складі громади Ланище.

## Населення
Населення за даними перепису 2011 року становило 28 осіб.
Динаміка чисельності населення поселення:

## Клімат
Середня річна температура становить 9,10 °C, середня максимальна – 21,31 °C, а середня мінімальна – -4,02 °C. Середня річна кількість опадів – 1584 мм.
| Клімат поселення                              | Клімат поселення | Клімат поселення | Клімат поселення | Клімат поселення | Клімат поселення | Клімат поселення | Клімат поселення | Клімат поселення | Клімат поселення | Клімат поселення | Клімат поселення | Клімат поселення | Клімат поселення |
| Показник                                      | Січ.             | Лют.             | Бер.             | Квіт.            | Трав.            | Черв.            | Лип.             | Серп.            | Вер.             | Жовт.            | Лист.            | Груд.            |                  |
| Середній максимум, °C                         | 6,79             | 6,78             | 9,04             | 12,92            | 17,02            | 20,67            | 20,91            | 21,31            | 17,39            | 12,92            | 7,74             | 5,52             |                  |
| Середня температура, °C                       | 1,40             | 1,38             | 3,66             | 7,52             | 11,62            | 15,27            | 17,99            | 18,40            | 14,48            | 10,00            | 4,84             | 2,61             |                  |
| Середній мінімум, °C                          | −3,99            | −4,02            | −1,74            | 2,13             | 6,22             | 9,89             | 15,08            | 15,49            | 11,56            | 7,08             | 1,93             | −0,31            |                  |
| Норма опадів, мм                              | 119              | 97               | 119              | 135              | 122              | 141              | 94               | 116              | 133              | 165              | 187              | 156              |                  |
| Середньомісячна швидкість вітру, м/с          | 2.29             | 2.53             | 2.69             | 2.65             | 2.41             | 2.30             | 2.18             | 2.18             | 2.17             | 2.39             | 2.46             | 2.44             |                  |
| Середньомісячна сонячна радіація, кДж/м²·день | 4538             | 7421             | 10553            | 14688            | 18739            | 20160            | 21280            | 18050            | 13666            | 8990             | 4890             | 3809             |                  |
| --------------------------------------------- | ---------------- | ---------------- | ---------------- | ---------------- | ---------------- | ---------------- | ---------------- | ---------------- | ---------------- | ---------------- | ---------------- | ---------------- | ---------------- |
| Джерело:                                      |                  |                  |                  |                  |                  |                  |                  |                  |                  |                  |                  |                  |                  |